# 쓰리몬
《쓰리몬》 혹은 《미츠도모에》는 일본의 만화가 사쿠라이 노리오가 주간 소년 챔피언에 2006년부터 연재한 만화이다.

## 개요
본래 소년 챔피언에 단기 연재가 되었으나 인기를 얻어 2006년 후반기부터 정기 연재로 전환되어 연재되고 있다. 2010년 7월부터 TV애니메이션으로도 제작되어 방영되고 있다. 국내에서는 "쓰리몬"이라는 제목으로 학산문화사를 통해 연재되고 있다. 쓰리몬의 국내 정발 코믹스의 역자는 오경화이다.
애니메이션은 애니플러스가 '19세 이상 시청가' 등급하에 국내 번역본과 동일한 '쓰리몬'이라는 제목으로 심야시간대에 방영하고 있으며 쓰리몬 1기가 선행(先行) 방송된 후 쓰리몬 2기 '쓰리몬 증량중' 이 연이어 방송되었다(일본어 한글자막 방송).
본래 "미쓰도모에"의 의미는 불꽃 모양의 원 세개를 뭉쳐놓은듯한 문양을 뜻하며 이러한 모습에 빗대어 '힘적으로 동등한 세력이 맞부딪친 3파전'을 가리키기도 한다. 이 작품에서는 주인공으로 등장하는 마루이가 세 자매를 그리고 이 세 자매가 벌이는 절묘한 3파전을 뜻하는 의미로 쓰인다.

## 등장인물

### 마루이 가
마루이 미츠바 (丸井 みつば)
성우 : 다카가키 아야히: 첫째
마루이 후타바
성우 : 아케사카 사토미: 둘째
마루이 히토하
성우 : 토마츠 하루카: 셋째

### 6학년 3반
야베 사토시
성우 : 시모노 히로 : 6학년 3반의 담임